# Margareta av Danmark (skotsk drottning)
Margareta av Danmark, av ätten Oldenburg, född 23 juni 1456, död 14 juli 1486, var genom sitt äktenskap med Jakob III drottning av Skottland från 1469 till sin död.

## Biografi
Hon var dotter till Kalmarunionskungen Kristian I och Dorotea av Brandenburg.
Hennes far Kristian gick med på en ovanlig hemgift åt henne, när hon i juli 1469 giftes bort med Jakob III. Kristian hade vid tillfället ont om pengar och gick därför med på att Orkneyöarna och Shetlandsöarna, som ligger utanför Skottlands kust, men vid denna tid tillhörde Norge, blev säkerhet tills hemgiften hade blivit betald. Då pengarna aldrig kom att erläggas kom ögrupperna därför att permanent tillfalla Skottland.
Margareta beskrivs som vacker, mild och förnuftig. Hon ryktades ha blivit förgiftad av Ramsay, ledaren för en skotsk fraktion, men detta anses inte troligt eftersom Ramsay gynnades av hovet även efter hennes död.